# Ogotaj
Ogotajili Ögedei (također Ogodei, mongolski: Өгэдэй, ᠣᠭᠡᠳᠡᠢᠬᠠᠭᠠᠨ  oko 1186 - 11. prosinca 1241.) bio je treći sin Džingis-kana i drugi veliki kan Mongolskog Carstva naslijedivši na tom položaju svog oca. On je nastavio širenje carstva koje je započeo njegov otac, i bio je svjetska ličnost kad je Mongolsko carstvo doseglo svoj najdalji opseg na zapadu i jugu tijekom invazije Europe i Azije.   Kao i svi Džingis-kanovi primarni sinovi, on je sudjelovao opsežno u osvajanjima po Kini, Iranu i središnjoj Azije. Po njemu je dobio ime hram Taizong (Tai-Tsung, kineski: 太宗, pinyin: Tàizōng, Wade-Giles: T'ai4-tsung1), od njegovog ujaka Kublaj kana, koji je osnovao dinastiju Yuan.